# IC 2005
IC 2005 ist eine linsenförmige Galaxie im Sternbild Perseus am Nordsternhimmel. Sie ist schätzungsweise 264 Millionen Lichtjahre von der Milchstraße entfernt und hat einen Durchmesser von etwa 30.000 Lj.
Das Objekt wurde am 18. Januar 1898 von dem französischen Astronomen Stéphane Javelle entdeckt.